# Konqi He
Konqi He (kinesiska: 孔雀河) är ett vattendrag i Kina. Det ligger i den autonoma regionen Xinjiang, i den nordvästra delen av landet, omkring 330 kilometer sydväst om regionhuvudstaden Ürümqi.
Genomsnittlig årsnederbörd är 80 millimeter. Den regnigaste månaden är juni, med i genomsnitt 32 mm nederbörd, och den torraste är mars, med 1 mm nederbörd.